# (9769) Nautilus
Pour les articles homonymes, voir Nautilus.
(9769) Nautilus est un astéroïde de la ceinture principale.

## Description
(9769) Nautilus est un astéroïde de la ceinture principale. Il fut découvert par Akira Natori et Takeshi Urata le 24 février 1993 à la station de Yakiimo. Il présente une orbite caractérisée par un demi-grand axe de 2,238 UA, une excentricité de 0,112 et une inclinaison de 6,496° par rapport à l'écliptique.
Il fut nommé en référence au Nautilus, sous-marin construit en 1800 par Robert Fulton, également sous-marin du capitaine Nemo dans la nouvelle Vingt mille lieues sous les mers.

## Compléments